# パリ＝シャルル・ド・ゴール空港
パリ＝シャルル・ド・ゴール空港（パリ＝シャルル・ド・ゴールくうこう、フランス語: Aéroport de Paris-Charles-de-Gaulle）は、フランスの首都パリの国際空港である。フランスの軍人・大統領のシャルル・ド・ゴールにちなんで名付けられた。パリ＝オルリー空港と並ぶ、パリの空の玄関口のひとつ。フランス最大の空港である。シャルル・ド・ゴール国際空港（シャルル・ド・ゴールこくさいくうこう）とも呼ばれる。

## 概要
ロワシー＝シャルル・ド・ゴール空港（Aéroport Roissy-Charles-de-Gaulle）は、パリ市街の北北東約23 kmのロワシー＝アン＝フランス（Roissy-en-France）に位置する。通称では地名を取って「ロワシー」と呼ばれることもあるが、IATA空港コードの「CDG（シャルル・ド・ゴールの頭文字）」もよく使われる。なお空港名は、第二次世界大戦時のフランスの英雄であり、空港建設開始時の同国大統領でもあったシャルル・ド・ゴールにちなんで命名された。
3257haの広大な敷地をもち、ヨーロッパのみならず、世界の重要な航空交通拠点のひとつである。航空貨物の輸送量はヨーロッパ最大である。

## 歴史
1960年代の時点で、パリにはル・ブルジェ空港、オルリー空港の二つの空港があったが、この2空港ではボーイング707やシュド・カラベルなどの大型ジェット機の就航以降、急激に拡大する航空交通をさばききれないとの見込みから、1962年より、より大規模な空港建設計画が進められた。ロワシー・アン・フランスに敷地を確保し、1964年より建設が始まり1974年に開港した。
現在、ル・ブルジェ空港はチャーター便、プライベート便の発着やパリ航空ショーの会場として、シャルル・ド・ゴール空港は大部分の主要旅客・貨物路線の発着、オルリー空港はフランス・ヨーロッパ域内および旧フランス領土への旅客・貨物路線の発着が主である。

## 利用実績
2019年の旅客数は7615万人でヨーロッパの空港ではロンドン・ヒースロー空港（8080万人）に次いで2位だった。
旅客の多い行き先は、国内線はニース、トゥールーズ、マルセイユ、国際線はアムステルダム、ドバイ、ロンドンが上位に位置している。
貨物輸送は210万トンでヨーロッパ1位だった。
元のウィキデータクエリを参照してください.

## 施設

空港地図

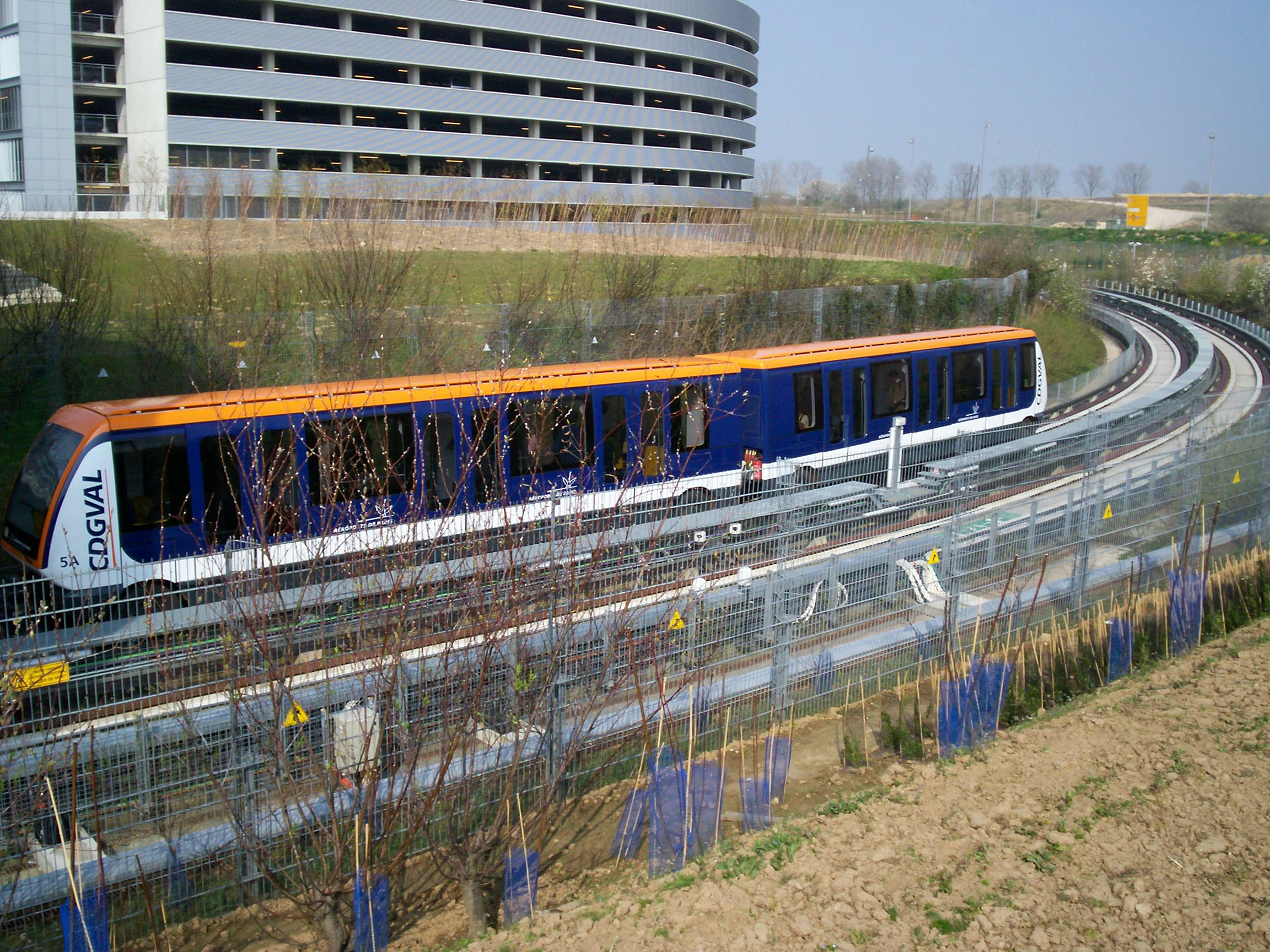
CDGVAL

「Aérogare 1（CDG1/第1ターミナル）」、「Aérogare 2（CDG2/第2ターミナル）」、「Aérogare 3（CDG3/第3ターミナル）」の三つのターミナルビルが離れて設置されており、設計は1974年の開港当初より、建築家のポール・アンドリュー (Paul Andreu) が担当。第1ターミナルのアバンギャルドな円形建築の設計などが画期的であった。その後、第2ターミナルもアンドリューが設計を担当し、現在に至る。
各ターミナル間は「CDGVAL」というシャトルシステムが運行している。第2ターミナルEのサテライト K, L, M 間はCDGVAL LISA が運行している。
鉄道駅もターミナル内にあり、パリ市内と結ばれている他、パリ以外のフランスの各都市やベルギー、オランダ、ドイツの各都市を結ぶTGV、タリスやユーロスターも停車する。

### Aérogare 1
Aérogare 1（第1ターミナル）は円筒形のメインターミナルと、地下道で結ばれたサテライトからなる特徴のある構造を持つ、開港時から使用されている最も古いターミナルである。1970年代の供用開始から50年近くが経過し老朽化が進み、構造上PBB設置本数が少なかったり、サテライト間の航空誘導路幅が狭く、一方通行航空誘導路多く、大量輸送に追い付いていない施設も多く、近年は拡張を含む改修工事などが行なわれている。主に国際線で使用され、特にスカイチーム以外の航空会社やスターアライアンス加盟航空会社、アジアやアフリカ諸国の航空会社が利用する。
RER-B線のロワシー・アエロポールC.D.G1駅のあるロワシーポール（Roissypole）や第2ターミナルとは「CDGVAL」というシャトルシステムで結ばれている。
通常のターミナルビルは上階が出発、下階が到着だが、この第1ターミナルは逆で、出発が1階、到着が3階である。

### Aérogare 2
Aérogare 2（第2ターミナル）は、ヨーロッパ圏内路線などを中心にする2A、2B、2C、2D、2Gターミナルと、長距離路線の発着を主とする2E、2Fターミナルからなる最大のターミナル群である。2E (サテライト K, L, M）は国際線で利用される。

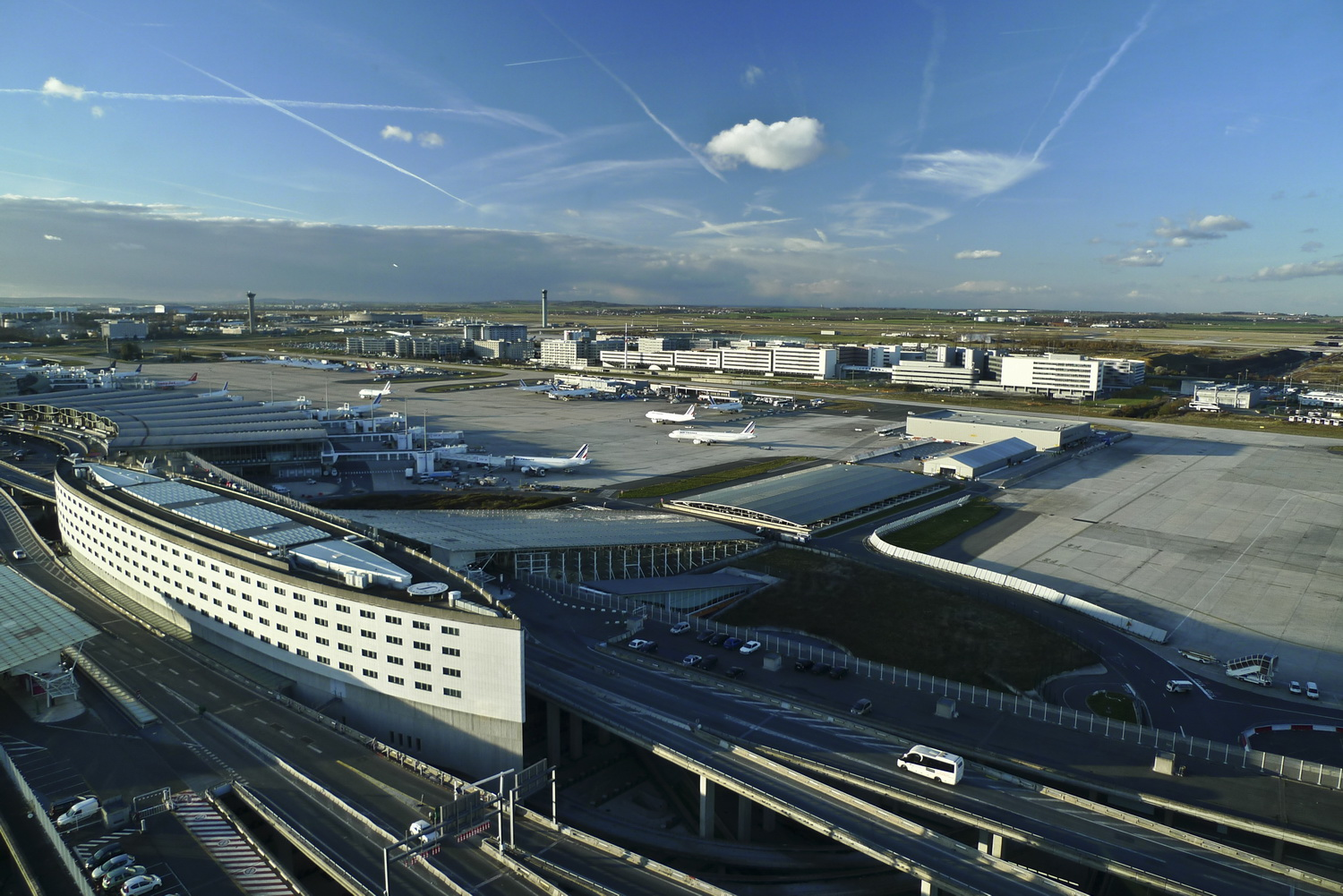
第2ターミナル（2Bと2D）

エールフランスが加盟するスカイチームの航空会社や、エールフランスとコードシェア運航を行うヨーロッパやアジア、アメリカの航空会社が中心で、日本航空はスカイチーム以外の航空会社（ワンワールド加盟）として初めてターミナル（2E）を利用している。
ターミナルビルにはRER-B線のロワシー・アエロポールC.D.G2駅のほか、TGVの南東線と北線とを接続する東連絡線上にあるシャルル・ド・ゴール空港TGV駅が直結していて、フランス、ベルギー、オランダ、ドイツの各都市（パリ以外）を結ぶTGVやユーロスターも1日に各数往復ずつ停車する（タリスはTGVに置き換えられた）。
なお、2Eターミナルは、2004年5月23日午前7時に起きた死者4名負傷者3名の屋根崩落事故により、一時閉鎖後、2005年から一部プレハブづくりの建物で再供用されていた。

### Aérogare 3
Aérogare 3（第3ターミナル）は、元来は大規模なハンガーとして計画された建物を改装したもので、ロワシーポール (Roissypole) に近接している。T0（ターミナル・ゼロ）と呼ばれる計画だったが、新ターミナルという意味でT9（フランス語の neuf には「9」と「新しい」という二つの意味がある）として供用を開始し、後に現在の名称に変わった。格安航空会社やチャーターなど不定期便の発着が中心である。

### ホテル
ヨーロッパ圏内の主要空港として、大陸間飛行の乗り継ぎ地点として利用されることも多い為、空港内にあるシェラトンを始め、空港周辺には高級ホテルから格安のモーテルまで数十の宿泊施設が存在する。なお、これらのホテルと各ターミナルの間には、10–20分間隔でホテルが運行するシャトルバスが運行されている。

#### 主な周辺ホテル
- シェラトン・パリ・シャルル・ド・ゴール（第2ターミナル直結）
- ソフィテル・ロワシー・パリ・シャルル・ド・ゴール
- ノボテル・ロワシー・シャルル・ド・ゴール
- フォーミュラ1・ロワシー・シャルル・ド・ゴール
- ラディソンBLU・ホテル・シャルル・ド・ゴール
- ハイアット・リージェンシー・シャルル・ド・ゴール
- ホリディイン・ロワシー・パリ・シャルル・ド・ゴール
- ミレニアム・ロワシー・パリ・シャルル・ド・ゴール
- コートヤード・バイ・マリオット・パリ・シャルル・ド・ゴール

### （CDG1）

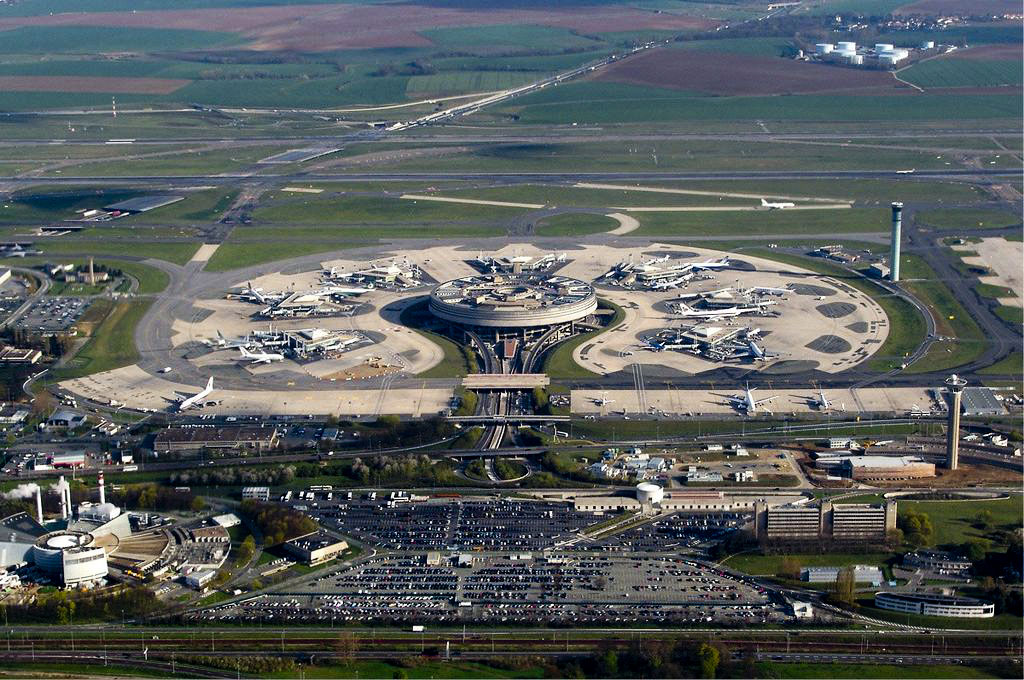
第1ターミナル俯瞰

## 拠点・焦点都市としている航空会社
拠点空港
- エールフランス航空
- ASL航空フランス

焦点都市
- エールフランス・オップ
- XLフランス航空
- イージージェット
- ノルウェー・エアシャトル
- ブエリング航空

## 就航路線

### Aérogare 1（CDG1）
| 航空会社                                                       | 就航地                                                                      | ターミナル |
| -------------------------------------------------------------- | --------------------------------------------------------------------------- | ---------- |
| ラ・コンパニー                                                 | ニューアーク                                                                | 1          |
| エーゲ航空                                                     | アテネ [季節運航]: イラクリオン、ラルナカ、テッサロニキ                     | 1          |
| エアリンガス                                                   | コーク、ダブリン                                                            | 1          |
| 中国国際航空                                                   | 北京/首都、上海/浦東                                                        | 1          |
| モルドバ航空                                                   | キシナウ                                                                    | 1          |
| エア・バルティック                                             | リガ                                                                        | 1          |
| 全日本空輸                                                     | 東京/羽田                                                                   | 1          |
| アルキア・イスラエル航空                                       | テルアビブ/ベン・グリオン                                                   | 1          |
| アシアナ航空                                                   | ソウル/仁川                                                                 | 1          |
| ブリュッセル航空                                               | ブリュッセル                                                                | 1          |
| クロアチア航空                                                 | ザグレブ [季節運航]: ドゥブロヴニク、スプリト                               | 1          |
| エジプト航空                                                   | カイロ                                                                      | 1          |
| エバー航空                                                     | 台北/桃園                                                                   | 1          |
| アイスランド航空                                               | レイキャヴィーク/ケプラヴィーク                                             | 1          |
| クウェート航空                                                 | クウェート、ローマ/フィウミチーノ                                           | 1          |
| LOTポーランド航空                                              | クラクフ、ワルシャワ                                                        | 1          |
| ルフトハンザドイツ航空                                         | ベルリン/テーゲル、デュッセルドルフ、フランクフルト、ミュンヘン             | 1          |
| ルフトハンザ・リージョナル 運航は アウクスブルク航空           | ミュンヘン                                                                  | 1          |
| ルフトハンザ・リージョナル 運航は ユーロウイングス             | デュッセルドルフ、ハンブルク                                                | 1          |
| ルフトハンザ・リージョナル 運航は ルフトハンザ・シティーライン | ミュンヘン                                                                  | 1          |
| マレーシア航空                                                 | クアラルンプール                                                            | 1          |
| オヌール航空                                                   | イスタンブール/アタテュルク、イズミール                                     | 1          |
| パキスタン国際航空                                             | イスラマバード、ラホール                                                    | 1          |
| カタール航空                                                   | ドーハ                                                                      | 1          |
| ロイヤル・エア・モロッコ                                       | カサブランカ                                                                | 1          |
| スカンジナビア航空                                             | コペンハーゲン、オスロ/ガーデモエン、 ストックホルム/アーランダ             | 1          |
| スイス インターナショナル エアラインズ                         | チューリッヒ                                                                | 1          |
| カーボヴェルデ航空                                             | サル                                                                        | 1          |
| LATAM ブラジル                                                 | リオデジャネイロ、サンパウロ                                                | 1          |
| タイ国際航空                                                   | バンコク/スワンナプーム                                                     | 1          |
| ターキッシュ エアラインズ                                      | アンタルヤ、イスタンブール/イスタンブール                                   | 1          |
| ユナイテッド航空                                               | シカゴ/ORD、サンフランシスコ、ヒューストン、ニューアーク、ワシントン/ダレス | 1          |

- フランス軍空輸司令部
- 政府専用機およびビジネス機

### ターミナルA（CDG2A）
| 航空会社                     | 就航地 | ターミナル / ホール |
| ---------------------------- | --- | ------------------- |
| エール・オーストラル         | ヴィクトリア、サン＝ドニ、 レユニオン | 2A                  |
| エア・カナダ                 | モントリオール/トルドー、トロント | 2A                  |
| マダガスカル航空             | アンタナナリボ [季節運航]: ノシ・ベ | 2A                  |
| エア タヒチ ヌイ             | ロサンゼルス、パペーテ | 2A                  |
| アメリカン航空               | シカゴ/オヘア、ダラス/フォートワース、マイアミ、ニューヨーク/JFK [季節運航]: ボストン                                                                    | 2A                  |
| ブリティッシュ・エアウェイズ | ロンドン/ヒースロー | 2A                  |
| キャセイパシフィック航空     | 香港 | 2A                  |
| エル・アル航空               | テルアビブ/ベン・グリオン [季節運航]: エイラート/オブダ                                                                                                  | 2A                  |
| エチオピア航空               | アディスアベバ | 2A                  |
| エティハド航空               | アブダビ | 2A                  |
| 海南航空                     | 杭州、西安 | 2A                  |
| オマーン・エア               | マスカット | 2A                  |
| ロイヤル・ヨルダン航空       | アンマン | 2A                  |
| エル・アル航空               | テルアビブ/ベン・グリオン | 2A                  |
| XL航空 (フランス)            | [季節運航]: カンクン、フリーポート、ラスベガス、マレ、モンテゴ・ベイ、ニューヨーク/JFK、プンタ・カナ、サマナ、サンフランシスコ、サルヴァドール、バラデロ | 2A                  |

### ターミナルB（CDG2B）
| 航空会社                   | 就航地 | ターミナル / ホール |
| -------------------------- | --- | ------------------- |
| エーグル・アズール         | アンナバ、ハシ・メサウド、オラン、チュニス | 2B                  |
| アルジェリア航空           | アルジェ、オラン | 2B                  |
| アゼルバイジャン航空       | バクー | 2B                  |
| ベラヴィア                 | ミンスク | 2B                  |
| ブルガリア航空             | ソフィア | 2B                  |
| カメルーン航空             | ドゥアラ、ヤウンデ | 2B                  |
| イージージェット           | アガディール、アジャクシオ、バルセロナ、バスティア、ベルファスト、ビアリッツ、ボローニャ、ブレスト、ブリストル、ブダペスト、カサブランカ、カターニア、コペンハーゲン、エディンバラ、フェズ、グラスゴー/国際、クラクフ、リスボン、リバプール、リュブリャナ、ロンドン/ルートン、マドリード、マラガ、マラケシュ、ミラノ/マルペンサ、ニューカッスル、ニース、ポルト、プラハ、スプリト、タンジール、トゥールーズ、ヴェネツィア、ヴェローナ [季節運航]: イビサ、メノルカ、パルマ・デ・マヨルカ、テッサロニキ | 2B                  |
| イージージェット・スイス   | ジュネーヴ | 2B                  |
| ジョージアン・エアウェイズ | [季節運航]: トビリシ | 2B                  |
| エア・セルビア             | ベオグラード | 2B                  |
| モンテネグロ航空           | ポドゴリツァ | 2B                  |
| ウクライナ国際航空         | キエフ/ボルィースピリ | 2B                  |
| ウズベキスタン航空         | タシュケント | 2B                  |

### ターミナルC（CDG2C）
| 航空会社           | 就航地 | ターミナル / ホール |
| ------------------ | --- | ------------------- |
| エールフランス     | アンタナナリボ、ベンガルール、ブラザヴィル、コナクリ、コトヌー、デリー、ジブチ、ドゥアラ、フリータウン、ハバナ、ジッダ、キンシャサ、ロメ、モンロビア、ムンバイ、ニアメ、ヌアクショット、ワガドゥグー、プンタ・カナ、リヤド、シント・マールテン、サントドミンゴ、ヤウンデ | 2C                  |
| エミレーツ航空     | ドバイ | 2C                  |
| エティハド航空     | アブダビ | 2C                  |
| ガルフ・エア       | バーレーン | 2C                  |
| ロシア航空         | サンクトペテルブルク | 2C                  |
| サウジアラビア航空 | ジッダ、リヤド、ローマ/フィウミチーノ | 2C                  |

### ターミナルD（CDG2D）
| 航空会社                             | 就航地 | ターミナル / ホール |
| ------------------------------------ | --- | ------------------- |
| エア・ヨーロッパ                     | マラガ、バレンシア | 2D                  |
| エールフランス                       | アテネ、ベルリン/テーゲル、ボローニャ、ブダペスト、コペンハーゲン、デュッセルドルフ、フランクフルト、ハンブルク、リスボン、ミュンヘン、ナント、プラハ、シュトゥットガルト、ウィーン [季節運航]: フィガリ | 2D                  |
| エールフランス 運航は シティジェット | トリノ | 2D                  |
| エールフランス 運航は オップ！       | ボローニャ、ナント、プラハ、トリノ | 2D                  |
| マルタ航空                           | マルタ | 2D                  |
| オーストリア航空                     | ウィーン | 2D                  |
| チェコ航空                           | プラハ | 2D                  |
| フィンランド航空                     | ヘルシンキ | 2D                  |
| ルクスエア                           | ルクセンブルク | 2D                  |

### ターミナルE（CDG2E）
| 航空会社                             | 就航地 | ターミナル / ホール |
| ------------------------------------ | --- | ------------------- |
| アエロフロート・ロシア航空           | モスクワ/シェレメーチエヴォ | 2E                  |
| アエロメヒコ航空                     | メキシコ・シティ | 2E                  |
| エールフランス                       | アンマン、アトランタ、バマコ、ベオグラード、バーミンガム、北京/首都、ボストン、ブエノスアイレス/エセイサ、ケープタウン、ダカール、デトロイト、ドバイ、フォール＝ド＝フランス、広州、上海、ホーチミン、香港、ヒューストン、ヨハネスブルグ、キエフ/ボルィースピリ、ラゴス、リーブルヴィル、テヘラン、ロンドン/ヒースロー、ロサンゼルス、ルアンダ、マラボ、マンチェスター、メキシコ・シティ、マイアミ、モントリオール/トルドー、モスクワ/シェレメーチエヴォ、ンジャメナ、ニューヨーク/JFK、大阪/関西、パペーテ、ポワンタピートル、サンクトペテルブルク、サンフランシスコ、サンティアゴ・デ・チレ、ソウル/仁川、シンガポール、テルアビブ/ベン・グリオン、ハバナ、東京/成田、東京/羽田、台北/桃園、ワシントン/ダレス、エレバン [季節運航]: ケープタウン、シカゴ/オヘア | 2E                  |
| エールフランス 運航はエールリネール  | ブリストル | 2E                  |
| エールフランス 運航は シティジェット | ダブリン、エディンバラ、ニューカッスル | 2E                  |
| エールフランス 運航は オップ！       | アバディーン | 2E                  |
| 中国東方航空                         | 上海/浦東 | 2E                  |
| 中国南方航空                         | 広州 | 2E                  |
| デルタ航空                           | アトランタ、シンシナティ、ミネアポリス/セントポール、ニューヨーク/JFK、ソルトレイクシティ、シアトル/タコマ [季節運航]: ボストン、シカゴ/オヘア、デトロイト、フィラデルフィア、ピッツバーグ | 2E                  |
| 日本航空                             | 東京/羽田 | 2E                  |
| 大韓航空                             | ソウル/仁川 | 2E                  |
| TAAGアンゴラ航空                     | ルアンダ | 2E                  |
| ベトナム航空                         | ハノイ、ホーチミン市 | 2E                  |

### ターミナルF（CDG2F）
| 航空会社                         | 就航地 | ターミナル / ホール |
| -------------------------------- | --- | ------------------- |
| アリタリア-イタリア航空          | ミラノ/リナーテ、ローマ/フィウミチーノ | 2F 1                |
| エールフランス                   | アムステルダム、バルセロナ、ボルドー、ジュネーヴ、リヨン、マドリード、マルセイユ、ミラノ/リナーテ、モンペリエ、ナポリ、ニース、ローマ/フィウミチーノ、ストックホルム/アーランダ、トゥールーズ、ヴェネツィア、ワルシャワ                                                           | 2F 1                |
| エールフランス                   | アルジェ、アビジャン、バンコク/スワンナプーム、バンギ、ベイルート、ボゴタ、ブカレスト、カイロ、カラカス、カサブランカ、イスタンブール/アタテュルク、リマ、ポートルイス、ポワントノワール、ラバト、リオデジャネイロ、サンパウロ、ソフィア、トロント、チュニス [季節運航]: カンクン | 2F 2                |
| エールフランス 運航は ブリテール | ザグレブ | 2F 2                |
| エア・インディア                 | デリー | 2F 2                |
| モーリシャス航空                 | ポートルイス | 2F 2                |
| ケニア航空                       | ナイロビ | 2F 2                |
| KLMオランダ航空                  | アムステルダム | 2F 1                |
| ミドルイースト航空               | ベイルート | 2F 2                |
| タロム航空                       | ブカレスト | 2F 2                |

注意：Terminal 2Fは、シェンゲン協定加盟国間を移動する便と、一般的な国際便とで東西二つのウイングに分かれている。前者は西、後者は東に位置する。これらはターミナル名は同じであるが双方のウイングの間にパスポートコントロールがあるという構造になっている。このため双方をまたいで移動するような利用の際には移動時間などに注意を要する。

### ターミナルG（CDG2G）
| 航空会社                               | 就航地 | ターミナル / ホール |
| -------------------------------------- | --- | ------------------- |
| エールフランス                         | ブレスト、ポー、トリノ 、 アジャクシオ | 2G                  |
| エールフランス 運航は エールリネール   | ケルン/ボン | 2G                  |
| エールフランス 運航は ブリテール       | ビルバオ、ビルン、ブレスト、ジェノヴァ、ピサ、レンヌ、ストラスブール | 2G                  |
| エールフランス 運航は シティジェット   | フィレンツェ、チューリッヒ | 2G                  |
| エールフランス 運航は リージョナル航空 | バーゼル/ミュールーズ、ブレーメン、ブレスト、クレルモン＝フェラン、ヨーテボリ/ランドヴェッテル、ハノーファー、ライプツィヒ/ハレ、リュブリャナ、ニュルンベルク、オスロ/ガーデモエン、オビエド、ポー、ヴェローナ、ビーゴ | 2G                  |

### Aérogare 3（旧 T9）（CDG3）
| 航空会社             | 就航地 | ターミナル |
| -------------------- | --- | ---------- |
| エア・トランザット   | モントリオール/トルドー、ケベックシティ、トロント [季節運航]: カルガリー、バンクーバー | 3          |
| ASL航空フランス      | アンタルヤ、バルセロナ、ビルバオ、ボドルム、ドゥブロヴニク、ファロ、フエルテベントゥラ、フンシャル、ラス・パルマス/グラン・カナリア、マルタ、マルセイユ、パルマ・デ・マヨルカ、ローマ/フィウミチーノ、スプリト、タンジール、テネリフェ [季節チャーター便]: アルメリア、バグダード、フルガダ、イビサ、イスタンブール/サビハ・ギョクチェン、ランペドゥーザ、マラガ、メノルカ、ラアス・アル＝ハイマ、レウス、ロードス、セビリア、ザキントス | 3          |
| Jet2.com             | リーズ/ブラッドフォード、マンチェスター | 3          |
| モーリタニア国際航空 | [季節運航]: ヌアクショット | 3          |
| スマートウィングズ   | ブダペスト、プラハ | 3          |
| チュニスエア         | ジェルバ、モナスティル | 3          |
| ブエリング航空       | ア・コルーニャ、セビリア、アリカンテ、マドリード、サンティアゴ・デ・コンポステーラ | 3          |
| XL航空 (フランス)    | ヴェネツィア [季節運航]: アジャクシオ、カターニア、フィガリ、イビサ、ミコノス島、ナポリ、パレルモ、ペスカーラ、ローマ/フィウミチーノ、サントリーニ、セビリア、テッサロニキ | 3          |

### 貨物便
| 航空会社                                            | 就航地 |
| --------------------------------------------------- | --- |
| 中国国際貨運航空                                    | 北京/首都 |
| エールフランス・カーゴ                              | アルジェ、アンタナナリボ、バーレーン、バマコ、バンギ、ブラザヴィル、カイロ、シカゴ/オヘア、ダンマーム、ジブチ、ドゥアラ、ドバイ、ダブリン、グラスゴー/プレストウィック、グアダラハラ、香港、ホーチミン、ヒューストン、ジッダ、クウェート、メキシコ・シティ、ナイロビ、ンジャメナ、ヌアクショット、ワガドゥグー、ポワントノワール、ポートハーコート、ポルト、サン＝ドニ、ソウル/仁川、上海/浦東、東京/成田、トロント、トリポリ、チュニス |
| エールフランス・カーゴ 運航は マーティンエアー      | ニアメ |
| エールフランス・カーゴ 運航は MNG航空               | イスタンブール/アタチュルク |
| ガルーダ・インドネシア航空                          | ジャカルタ/スカルノハッタ |
| キャセイ・パシフィック・カーゴ                      | 香港 |
| チャイナエアライン                                  | 台北/桃園 |
| DHLアビエーション                                   | シンシナティ、ライプツィヒ/ハレ |
| ASL航空フランス                                     | ボルドー、ブレスト、ロリアン、ルルド、リヨン、ナント、ニース、ポー、トゥールーズ |
| フェデックス・エクスプレス                          | ドバイ、広州、インディアナポリス、イスタンブール/アタテュルク、メンフィス、ミラノ/マルペンサ、ニューアーク、ストックホルム/アーランダ、テルアビブ/ベン・グリオン |
| フェデックス・フィーダー 運航は ASL航空アイルランド | バーゼル/ミュールーズ、ベルリン/シェーネフェルト、バーミンガム、ブリュッセル、ブダペスト、ケルン/ボン、コーク、フランクフルト、グラスゴー/国際、カトヴィツェ、ロンドン/スタンステッド、マドリード、マンチェスター、マルセイユ、シャノン |
| 大韓航空                                            | ソウル/仁川 |
| ASL航空ベルギー                                     | リエージュ |
| ターキッシュ エアラインズ                           | イスタンブール/アタチュルク |
| UPS航空                                             | ケルン/ボン、ルイビル |
| UPS航空 運航は スター・エア                         | ケルン/ボン |

### 過去に就航していた航空会社
- アドリア航空
- アルゼンチン航空
- エアワン
- エア・コメット
- ジャーマンウイングス
- オリンピック航空
- TAP ポルトガル航空
- イエメニア
- コンチネンタル航空
- Lal リトアニア航空
- イラン航空
- CCM航空
- イベリア航空
- ポルトガリア航空
- カンタス航空
- エア・ヨーロッパ（スペイン）
- セーシェル航空
- Bmibaby

など

## 就航都市一覧

### ヨーロッパ
- 西欧
  -  マルセイユ、ニース、ボルドー、トゥールーズ、リヨン、ナント、ビアリッツ、フィガリ、ブレスト、クレルモン、モンペリエ、レンヌ、ロリアン、トゥーロン、ポー、アジャクシオ、バスティア、カルヴィ
  -  ロンドン/ヒースロー、ロンドン/ガトウィック、ロンドン/ルートン、ロンドン/サウスエンド、マンチェスター、バーミンガム、リバプール、ニューカッスル、ブリストル、リーズ、サウサンプトン、エクセター、カーディフ、エディンバラ、グラスゴー、アバディーン、ベルファスト、ドンカスター
  -  ダブリン、コーク
  -  ブリュッセル
  -  アムステルダム
  -  ルクセンブルク
- 北欧
  -  ヘルシンキ/ヴァンター、キッティラ(2019年12月9日より就航予定)
  -  ストックホルム/アーランダ、ヨーテボリ
  -  オスロ、ベルゲン
  -  ヴォーアル
  -  コペンハーゲン、ビルン
  -  レイキャヴィーク/ケプラヴィーク
- 南欧

### アフリカ
- 北アフリカ
  -  カイロ
  -  チュニス、ジェルバ、モナスティル、スファックス、トズール
  -  アルジェ、オラン、シュレフ、ビスクラ、アンナバ、コンスタンティーヌ、エルウェド
  -  カサブランカ、ラバト、マラケシュ、タンジェ、フェズ、ウジダ
- 西アフリカ
  -  ヌアクショット
  -  サル
  -  ダカール
  -  コナクリ
  -  フリータウン
  -  アビジャン
  -  バマコ
  -  ワガドゥグー
  -  ニアメ
  -  アクラ
  -  ロメ
  -  コトヌー
  -  ラゴス、アブジャ
- 中部アフリカ
  -  ンジャメナ
  -  バンギ
  -  ヤウンデ、ドゥアラ
  -  キンシャサ
  -  ブラザビル、ポワントノワール
  -  リーブルヴィル
  -  マラボ
  -  ルアンダ
- 東アフリカ
  -  アディスアベバ
  -  ジブチ
  -  ナイロビ
  -  マヘ
  -  アンタナナリボ
  -  ポートルイス
  -  サン=ドニ
  -  マヨット
- 南部アフリカ
  -  ヨハネスブルグ、ケープタウン

### アジア
- 東アジア
  -  東京/成田、東京/羽田、大阪/関西
  -  ソウル/仁川
  -  台北/桃園
  -  香港
  -  北京/首都、上海/浦東、広州、済南、西安、成都、深圳、貴陽、武漢、昆明、重慶
- 東南アジア
  -  ハノイ、ホーチミン
  -  バンコク/スワンナプーム
  -  シンガポール
- 南アジア
  -  デリー、ムンバイ、チェンナイ、バンガロール
  -  イスラマバード、カラチ
  -  マレ
- 中央アジア
  -  アスタナ
  -  タシュケント、ウルゲンチ
- 西アジア
  -  イスタンブール/イスタンブール、イスタンブール/サビハ、アンカラ、イズミル、アンタルヤ
  -  テヘラン
  -  ドバイ、アブダビ
  -  ドーハ
  -  マナーマ
  -  クウェート
  -  マスカット
  -  リヤド、ジッダ
  -  ベイルート
  -  アンマン
  -  テルアビブ

### 南北アメリカ
- 北アメリカ
  -  ニューヨーク/JFK、ニューヨーク/ニューアーク、 ロサンゼルス、サンフランシスコ、シカゴ、ヒューストン、ダラス、デンバー、アトランタ、デトロイト、ボストン、ワシントンD.C.、シアトル、ソルトレイクシティ、マイアミ、ミネアポリス、インディアナポリス、オークランド、シンシナティ、フィラデルフィア、オーランド、フォートローダーデール、ローリー、シャーロット
  -  トロント/ピアソン、モントリオール/トルドー、ケベック・シティ、カルガリー、バンクーバー
- 中央アメリカ・カリブ海
  -  メキシコ・シティ、カンクン
  -  サンホセ
  -  パナマシティ
  -  ハバナ、バラデロ
  -  サントドミンゴ、プンタ・カナ
  -  フィリップスブルフ
- 南アメリカ
  -  ボゴタ
  -  カラカス
  -  キト
  -  リマ
  -  リオデジャネイロ、サンパウロ/グアルーリョス、フォルタレザ
  -  ブエノスアイレス
  -  サンティアゴ

### オセアニア
- ポリネシア
  -  パペーテ

## コンコルド

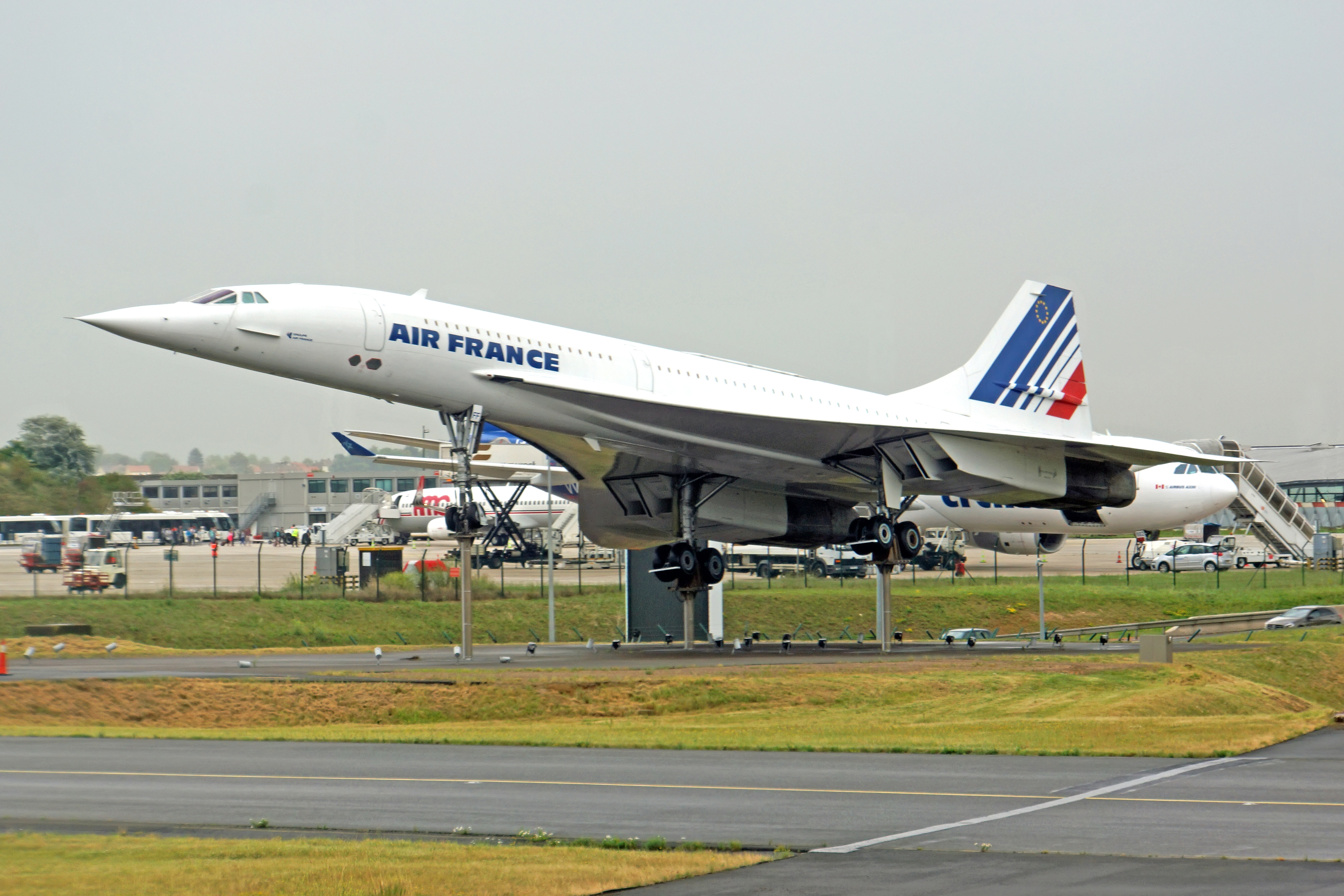
シャルル・ド・ゴール空港に現在も展示されているコンコルド

ド・ゴール空港をハブとするエールフランスは、かつてフランスとイギリスが共同開発した超音速旅客機、コンコルドを運航していた。しかし、2000年に墜落事故が起きたことや、様々な未解決問題を抱えていたことなどから2003年には退役してしまった。ただし、コンコルドの機体は現在も、ド・ゴール空港に展示されている。型番は「F-BVFF」であるが、日本には1990年9月の「'90長崎旅博覧会」のイベントとして、長崎空港に飛来している。

## 空港へのアクセス

### パリ市内

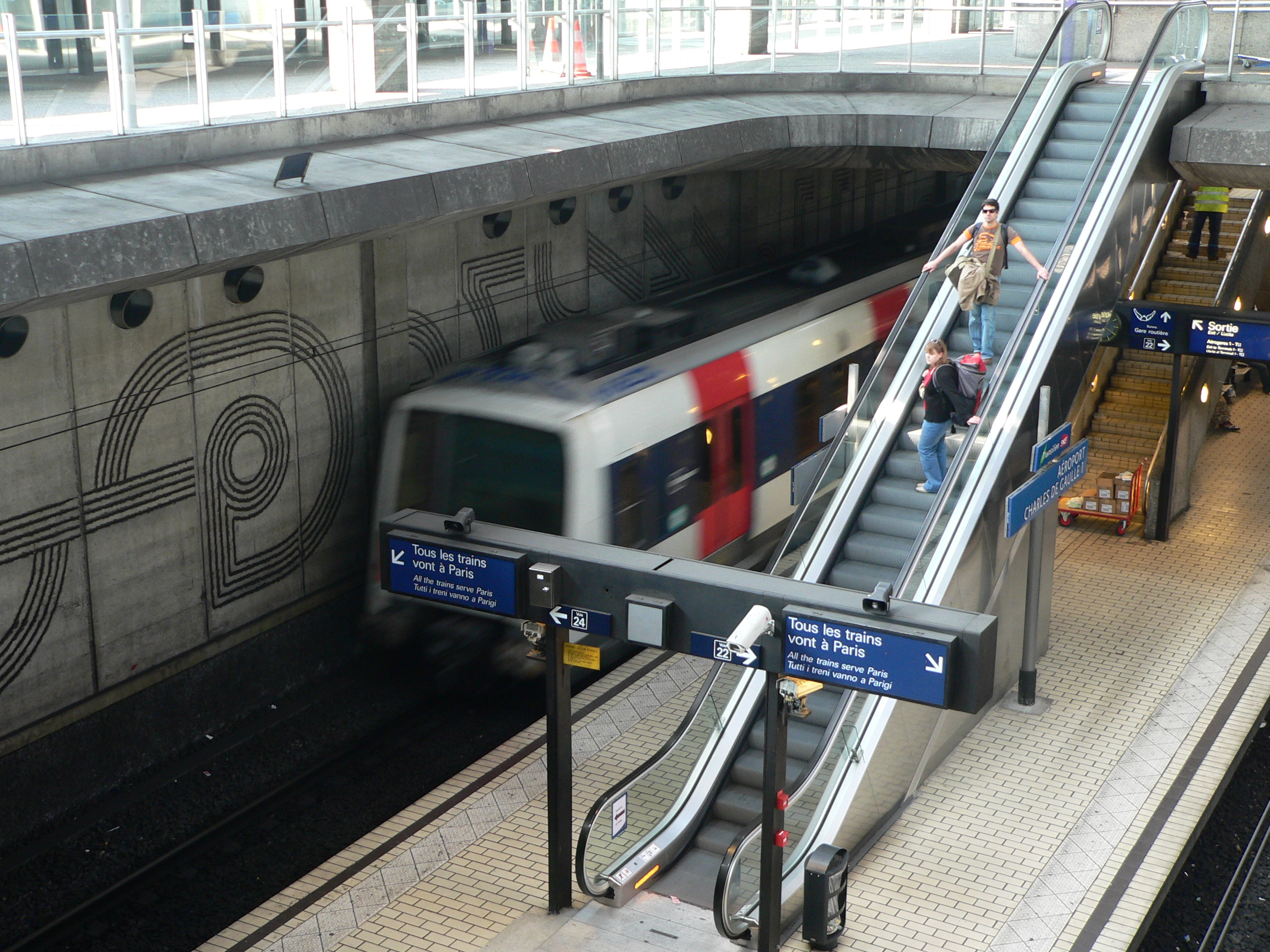
ロワシー・アエロポールC.D.G2駅

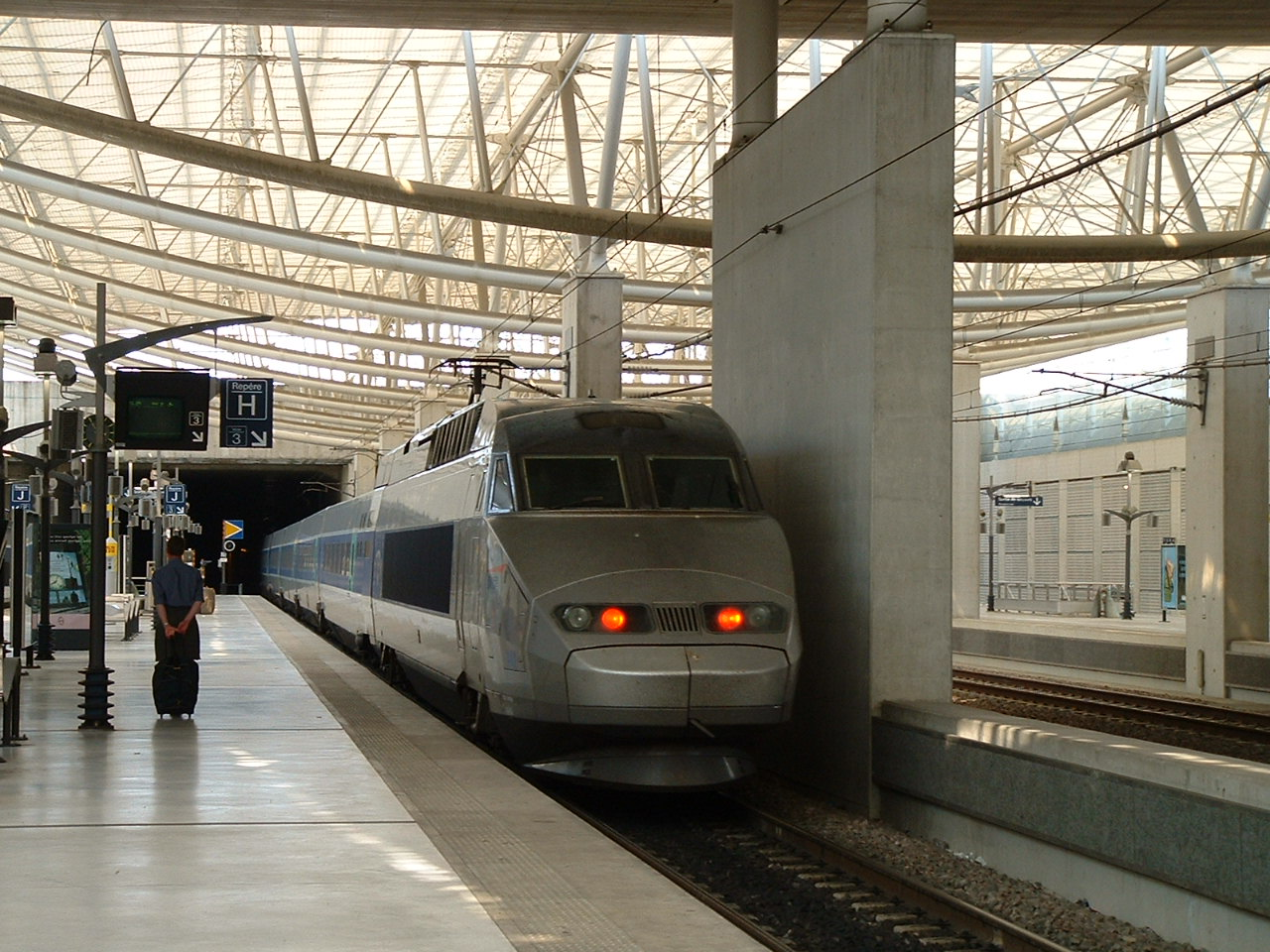
シャルル・ド・ゴール空港TGV駅

#### 鉄道
Aérogare 2（CDG2/第2ターミナル）にはRER B線の「ロワシー・アエロポールC.D.G2駅」があり、パリ北駅などのパリ市内の駅との間を25-30分程度で結んでいる。なお今後、パリ東駅までノンストップで運転するCDGエクスプレスの新設を予定。

#### バス
- ロワシーバス[2]
  - シャルル・ド・ゴール空港 - オペラ座
- RATPバス
  - 349系統：アルペントゥール通り - シャルル・ド・ゴール空港 - 貨物センター - パルク・デ・エクスポジション駅
  - 350系統：シャルル・ド・ゴール空港 - ペール・ラシェーズ墓地 - ル・ブルジェ航空宇宙博物館 - ポルト・ド・ラ・シャペル駅
    - 2019年4月20日の路線再編で、ポルト・ド・ラ・シャペル駅 - パリ北駅 - パリ東駅の区間が廃止された[3]。

  - 351系統：シャルル・ド・ゴール空港 - ダニエル・カサノバ - ガリエニ駅 - ナシオン広場
- Keolis CIFバス
- ル・ビュス・ディレクト（Le Bus Direct）[4]…コロナ禍による利用客減少のため2020年4月をもって完全終了。以下は終了前の情報。
  - 2系統：シャルル・ド・ゴール空港 - パレ・デ・コングレ・ド・パリ - エトワール凱旋門 - エッフェル塔
  - 3系統：シャルル・ド・ゴール空港 - オルリー空港
  - 4系統：シャルル・ド・ゴール空港 - リヨン駅 - モンパルナス駅

#### タクシー
タクシーでパリ市内へ行くことも可能である。ワゴンやミニバンのタクシーも用意されている。

### レンタカー
Aérogare 1の到着階、Aérogare 2のターミナルAとCの間の地下1階、ターミナルEの出口2とターミナルFの出口2の間、合計3ヶ所に以下の6社のカウンターがある。
エイビス・レンタカー
- 営業時間（各ターミナル）：毎日6:00 - 24:00

バジェット・レンタカー
- 営業時間（Aérogare 1）：毎日7:30 - 20:30
- 営業時間（ターミナルAC、ターミナルEF）：平日6:00 - 22:30、土曜7:00 - 18:00、日曜・休日7:00 - 19:00

Enterprise
- 営業時間（Aérogare 1、ターミナルAC）：毎日6:00 - 24:00
- 営業時間（ターミナルEF）：始発便 - 最終便

ヨーロッパカー
- 営業時間（各ターミナル）：始発便 - 最終便

Hertz
- 営業時間（各ターミナル）：始発便 - 最終便

Sixt
- 営業時間（各ターミナル）：始発便 - 最終便

上記のほかに以下の各社もカウンターを設けている。
Firefly
- カウンター：Aérogare1到着階出口30
- 営業時間：毎日8:00 - 24:00

TT Car Transit
- カウンター：ターミナルAC、ターミナルEF

### オルリー空港との接続
RERを経由して「オルリーバス」かオルリーヴァルを使う方法がある。

### フランス国内及び隣接国
- Aérogare 2（CDG2/第2ターミナル）にTGVの南東線と北線を接続する東連絡線上にあるシャルル・ド・ゴール空港TGV駅が直結していて、パリ以外のフランスの各都市やベルギー、オランダ、ドイツの各都市を結ぶTGVやユーロスターも1日に各数往復ずつ停車する（タリスはTGVに置き換えられた）。これらの高速列車の中には、航空会社とコードシェアしており、航空ネットワークに組み込まれているものもある。RATPの路線バス351系統でパリ＝ガリエニ国際バスターミナルに行く事ができる。
- ディズニーランド・パリ行き「マジカルシャトル」バスで約1時間